# Sylvia Bozeman
Sylvia D. Trimble Bozeman (* 1. August 1947 in Camp Hill, Alabama) ist eine US-amerikanische Mathematikerin und Hochschullehrerin. Sie war Mitgründerin der Edge Foundation, Inc. und bis 2013 Professorin am Spelman College.

## Leben und Werk
Bozeman war das dritte von fünf Kindern von Robbie Jones Trimble und dem Versicherungsvertreter Horace Trimble, Sr. Sie besuchte getrennte Grund- und weiterführende Schulen in Camp Hill. 1964 schloss sie die Edward Bell High School ab und schrieb sich für Mathematik an der Alabama Agricultural and Mechanical University ein. Während dieser Zeit arbeitete sie auch in Sommerprojekten an der NASA und der Harvard University. Kurz nach ihrem Bachelor-Abschluss heiratete sie 1968 den Mathematiker Robert Bozeman, mit dem sie zwei Kinder bekam. Sie studierte mit ihrem Ehemann an der Vanderbilt University, wo sie 1970 einen Master-Abschluss erwarb.
Sie unterrichtete in Teilzeit an der Vanderbilt University an der Tennessee State University, während ihr Mann an der Vanderbilt University promovierte. 1974 übernahm sie eine Lehrtätigkeit am Spelman College und ihr Mann am nahe gelegenen Morehouse College. Sie wurde 1980 am Spelman College Assistenzprofessorin, 1984 Associate und 1991 ordentliche Professorin. 1976 nahm sie ihr Studium an der Emory University wieder auf und war weiterhin am Spelman College tätig. Sie promovierte 1980 bei Luis Kramarz und John Neuberger mit der Dissertation: Representations of Generalized Inverses of Fredholm Operators.
Ihre Forschung am Spelman College konzentrierte sich auf Funktionalanalysis und Bildverarbeitung und wurde von dem United States Army Research Laboratory, der National Science Foundation und der NASA finanziert. Von 1982 bis 1993 war sie Vorsitzende der Fakultät für Mathematik und von 1983 bis 1985 Lehrbeauftragte an der Fakultät für Mathematik der Universität Atlanta. 1993 gründete sie das Center for the Scientific Applications of Mathematics am Spelman College. Zusammen mit Rhonda Hughes gründete sie das Enhancing Diversity in Graduate Education (EDGE)-Programm, welches 2007 von der American Mathematical Society und 2018 mit dem Presidential Award for Excellence in Science von der White House Office of Science and Technology Policy ausgezeichnet wurde.
Sie ist Mitglied der American Mathematical Society, der Association for Women in Mathematics und der National Association of Mathematicians und der Mathematical Association of America und wurde 1997 als erste Afroamerikanerin als Gouverneurin der Southereastern MAA-Sektion gewählt.

## Auszeichnungen (Auswahl)
- 1988: White House Initiative Fac. Award for Excellence in Science & Technology
- 1988: Tenneco UNCF Award
- 1995: Pres. Fac. Award for Dist. Service, Spelman College
- 1995: Dist. Teaching Award, Southeastern Section of the MAA
- 1996: Distinguished Alumni of the Year Award, Alabama A&M University
- Phi Beta Kappa
- 1997: Section Governor der Mathematical Association of America
- 2007: Dr. Etta Z. Falconer Award for Mentoring and Commitment to Diversity, Infinite Possibilities Conference 2007
- 2009: Fellow of the American Association for the Advancement of Science
- 2012: Fellow of the American Mathematical Society
- 2013: Inaugural Class of Fellows Bozeman, Spelman College
- 2016: National Medal of Science Committee[3]
- 2017: Fellow of the Association for Women in Mathematics in the inaugural class
- 2017: Black History Month 2017 Honoree, Mathematically Gifted & Black
- 2019: Inaugural MAA Award for Inclusivity[4][5]

## Veröffentlichungen (Auswahl)
- mit Luis Kramarz: Finite rank modifications and generalized inverses of Fredholm operators. In: J. Math. Anal. Appl., 80, 1981, S. 523–532.[6]
- mit Luis Kramarz: Approximating eigenfunctions of Fredholm operators in Banach spaces. In: J. Math. Anal. Appl., 105, 1985, S. 433–444.[7]